# Strophen
Strophen is een compositie van Krzysztof Penderecki.
Strophen is geschreven in de avant-gardistische muziekstijl waarin de Pool toen schreef en waarvoor hij even later internationale erkenning kreeg. Zie daarvoor bijvoorbeeld zijn werk Threnos dat uit diezelfde periode stamt. 
De tekst voor Strophen is geschreven in het Grieks, Hebreeuws en Perzisch. Ze zijn ontleend aan Menander, Sophocles, Jeremiah en Omar El-Khayám. De teksten worden daarbij gezongen door een sopraan en uitgesproken door een recitator. Deze worden begeleid door een kamerorkest van tien instrumentalisten:
- dwarsfluit
- percussie
- piano
- viool. altviool, contrabas.

Het werk kende door zijn avant-gardistische karakter slechts weinig uitvoeringen (tot en met 2013: vijf). De eerste daarvan vond plaats op 17 september 1959 in Warschau. Sopraan Zofia Stachurska, Franciszek Delekta en leden van het Philharmonisch Orkest van Silezië onder leiding van Andrzej Markowski voerden het toen uit. Ook voor wat betreft opnamen is het een zeldzaamheid binnen het oeuvre. Het verscheen eerst op Wergo (opname 1988), een Duits platenlabel voor moderne klassieke muziek, en veel later bij Naxos (opname 2009), een budgetlabel.